# Comité permanent des recherches islamiques et de la délivrance des fatwas
Le Comité permanent des recherches islamiques et de la délivrance des fatwas (également Comité permanent pour la recherche et la fatwa, ou Comité de la recherche et des décrets, ou Comité permanent pour la recherche islamique et les verdicts, ou Présidence générale de la recherche scientifique et de l'Iftaa’ en arabe, al-Lajnah ad-Daa'imah lil-Buhooth al-'Ilmiyyah wal-Iftaa اللجنة الدائمة للبحوث العلمية والإفتاء ) est une organisation islamique d'Arabie saoudite, dont le rôle est d'émettre des arrêts de jurisprudence islamique (fiqh) et de préparer les documents de recherche du Conseils des oulémas. Ses membres sont choisis parmi le Conseil des oulémas, constitué des érudits sunnites les plus importants d'Arabie saoudite.  

## Création
Le Comité fut établi conjointement avec le Conseil des oulémas par décret royal le 29 août 1971 (8 Rajab 1391 AH) par le roi Fayçal ibn Abd al-Aziz. En vertu de l'article 4. de l'arrêté, il est déclaré: 
“Le Comité permanent a pour tâche de sélectionner ses membres parmi les membres du Conseil (des oulémas) conformément à l'Arrêté Royal. Son rôle est de préparer les documents de recherche nécessaires aux discussions du Conseil (des oulémas), ainsi que l'émissions de fatwas concernant les problèmes individuels. Ceci en répondant aux demandes publiques de fatwa dans les domaines de l'aqeedah, de l'ibaadah et des questions sociales. Il sera appelé : Le Comité permanent pour la recherche islamique et la délivrance des fatwas (al-Lajnah ad-Daa'imah lil-Buhooth al-'Ilmiyyah wal-Iftaa.)”
Il est possible d'écrire au Comité permanent afin de demander une fatwa sur un sujet précis. Depuis sa création, le Comité permanent a répondu aux musulmans d'Arabie saoudite, mais aussi de nombreux autres pays, à la recherche de décisions dans le fiqh (jurisprudence islamique) sur une variété de questions, y compris les hadîth (paroles du prophète Mahomet), Ibadah (culte), et l''Aqîda (confession de foi islamique). 
Toutes les fatwas sont obtenues à partir de preuves provenant des trois sources du savoir islamique: le Coran, la Sunna et la compréhension des compagnons du prophète Mahomet. Les auteurs de fatwas expliquent généralement tous les points de vue islamiques potentiels sur une question, et expliquent ensuite, ce qui est selon eux l'opinion la plus authentique. Les fatwas émises par le Comité ont été regroupées dans un recueil de 32 volumes.

## Autorité
En 2010, le roi Abdallah a décrété que seuls les clercs religieux officiellement approuvés seraient autorisés à émettre des fatwas en Arabie Saoudite, à savoir les 21 membres Conseils des oulémas, la plus haute autorité religieuse du pays, ainsi que quatre ou cinq membre du Comité permanent.
Un nouveau comité affiliés au Comité permanent et dirigé par Saleh bin Mohammed al-Luhaydan a été créé par le Conseil des oulémas afin de superviser la délivrance de fatwas et d'empêcher les clercs non agréés d'en délivrer également. Tous les imams et prédicateurs ont reçu du ministère des Affaires islamiques l'instruction de respecter les fatwas et de les expliquer durant leurs sermons du vendredi. Les contrevenants sont réprimandés. 
En 2011, une fatwa censée avoir été délivrée par le Grand mufti, indiquant que Oussama ben Laden et Al-Qaïda ont suivi le droit chemin à travers leurs efforts pour rétablir le califat islamique, a été dénoncé par le comité comme une « fabrication mensongère »,.

## Membres

### Actuels
- Abdelaziz ben Abdallah Al ach-Cheikh (chef depuis 1975)
- Saleh Al-Fawzan
- Mohammed ben Hassane Al ach-Cheikh (ar)
- Saad ach-Chithri (en)
- Abdessalam ben Abdallah Mohammed As-Souleïmane (ar)

### Anciens
- Abd al-Aziz ibn Baz
- Ibrahim ben Mohammed Al ach-Cheikh (chef de 1971 à 1975)